# Собоциньский, Витольд
Витольд Собоциньский (пол. Witold Sobociński; 15 октября 1929, Озоркув — 19 ноября 2018, Констанцин-Езёрна) — польский кинооператор.

## Биография
Закончил Государственную Высшую школу кинематографического, телевизионного и театрального искусства в Лодзи (1955). Начинал в документальном кино. Работал на телевидении. С 1962 года выступал как кинооператор в художественном кино. Сотрудничал с крупнейшими польскими кинорежиссёрами. Сын — кинооператор Пётр Собоциньский (1958—2001).

## Избранная фильмография
- 1962 — Лебединая песня / Łabędzi śpiew (Роберт Глинский)
- 1967 — Руки вверх / Ręce do góry (Ежи Сколимовский)
- 1968 — Дансинг в ставке Гитлера / Dancing w kwaterze Hitlera (Ян Баторы}
- 1968 — Всё на продажу / Wszystko na sprzedaż (Анджей Вайда)
- 1970 — Легенда / Legenda (СССР-Польша, Сильвестр Хенциньский)
- 1970 — Польский альбом / Album polski (Ян Рыбковский)
- 1970 — Приключения Джерарда / Przygody Gerarda (Ежи Сколимовский)
- 1971 — Третья часть ночи / Trzecia część nocy (Анджей Жулавский)
- 1972 — Свадьба / Wesele (Анджей Вайда)
- 1973 — Санаторий под клепсидрой / Sanatorium pod klepsydrą (Войцех Хас)
- 1974 — Земля обетованная / Ziemia obiecana (Анджей Вайда; с Эдвардом Клосиньским)
- 1975 — Милосердие, оплаченное свыше / Miłosierdzie płatne z góry (Кшиштоф Занусси, Эдвард Жебровский)
- 1976 — Теневая черта / Smuga cienia (Анджей Вайда)
- 1977 — Смерть президента / Śmierć prezydenta (Ежи Кавалерович)
- 1978 — Дом женщин / Haus der Frauen (Кшиштоф Занусси, телефильм)
- 1984 — Призрак / Widziadło (Марек Новицкий)
- 1984 — Был джаз /Byl jazz (Феликс Фальк)
- 1984 — О-би, о-ба. Конец цивилизации / O-bi, O-ba — Koniec cywilizacji (Пётр Шулькин)
- 1986 — Пираты / Piraci (Роман Полански)
- 1988 — Неистовый / Frantic (Роман Полански)
- 1989 — Вешние воды / Wiosenne wody (Ежи Сколимовский)
- 1991 — Дети Бронштейна /  Dzieci Bronsteina (Ежи Кавалерович)
- 1993 — Последняя подводная лодка / Das letzte U-Boot (Франк Байер)
- 1999 — Ворота Европы / Wrota Europy (Ежи Вуйчик, в соавторстве с Петром Собоциньским и Аркадиушем Томяком, премия за лучшую операторскую работу на Фестивале польского кино)
- 2003—2004 — Мужское — женское, телесериал (Кристина Янда)

## Признание

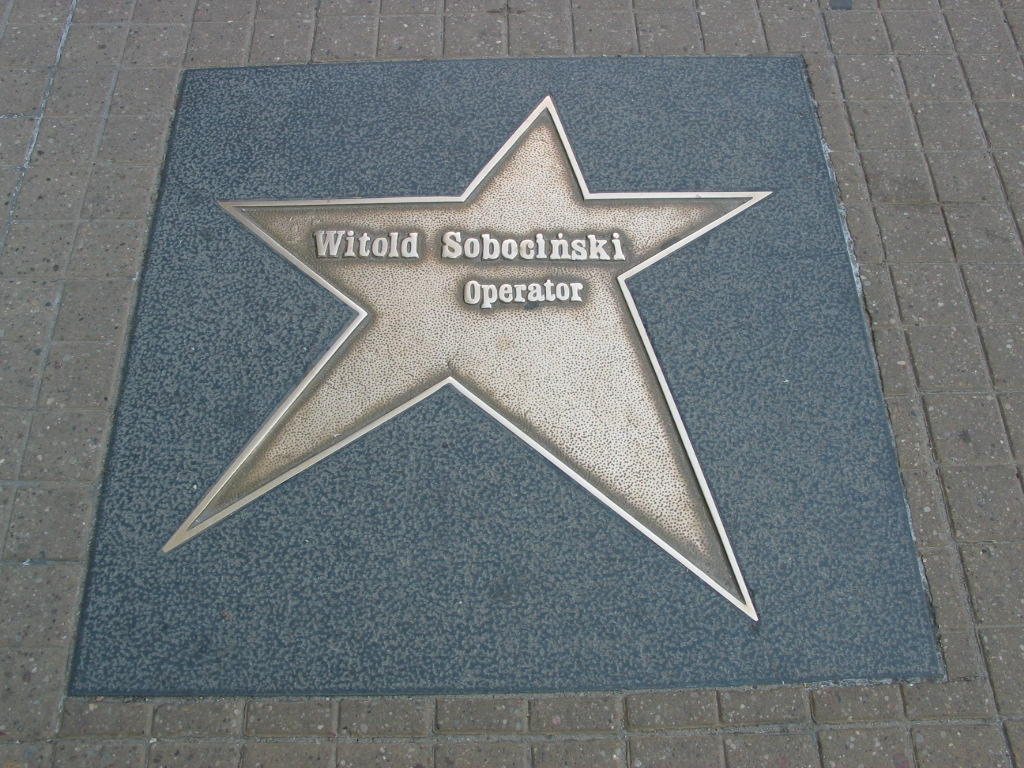
Звезда Витольда Собоциньского в Аллее Славы в Лодзи

- Кавалерский (1998) и командорский (2011) крест Ордена Возрождения Польши.
- Золотая медаль «За заслуги в культуре Gloria Artis» (2008).
- Премия Американской ассоциации кинооператоров (2003).
- Премия министра культуры Польши за совокупность творчества (2004).
- Орел Польской киноакадемии (2007).